# Пессоа, Фернандо
Ферна́ндо Анто́нио Ноге́йра Пессо́а (по современным правилам транслитерации с португальского — Ферна́нду Анто́ниу Нуге́йра Песо́а, порт. Fernando António Nogueira Pessoa, португальское произношение: [fɨɾˈnɐ̃du pɨˈsoɐ], 13 июня 1888 года, Лиссабон, Португалия — 30 ноября 1935 года, там же) — португальский поэт, прозаик, драматург, переводчик, мыслитель-эссеист, музыкальный критик, лидер и неоспоримый авторитет в кружках лиссабонского авангарда, превратившийся посмертно в символ португальской словесности нового времени.

## Биография
Фернандо Пессоа родился 13 июня 1888 года в Лиссабоне. Его отец, Жуакин де Сеабра Пессоа, уроженец Лиссабона, служил в министерстве юстиции и также был музыкальным критиком в газете Diário de Notícias. Детство и отрочество Пессоа были ознаменованы событиями, которые впоследствии повлияли на его жизнь. В 1893 году его отец умер от туберкулёза в возрасте 43 лет, когда Фернандо едва исполнилось пять лет. Мать Пессоа была вынуждена срочно продать часть мебели и переехать с детьми в более скромный дом.
В этот период появляется первый гетероним Пессоа — «Шевалье де Па» (Chevalier de Pas), о чём спустя много лет поэт напишет своему другу Адолфу Казайш Монтейру (Carta de Fernando Pessoa para Adolfo Casais Monteiro). В этом же году Пессоа создаёт своё первое поэтическое произведение — короткое стихотворение с детским эпиграфом: Моей любимой мамочке (À Minha Querida Mamã). Его мать выходит замуж второй раз в 1895 году за Жуана Мигела Розу, консула Португалии в Дурбане (Южная Африка), куда и переезжает с детьми. В Дурбане Пессоа проведёт детство и часть юности. Мать с головой уходит в заботы о муже и детях от второго брака, и Фернандо остаётся предоставленным самому себе. Мальчик много времени проводит в одиночестве и размышлениях. У будущего поэта с детства обнаруживаются большие способности к литературному творчеству. В Дурбане получает доступ к английской литературе и таким авторам, как Шекспир, Эдгар По, Джон Мильтон, Лорд Байрон, Джон Китс, Перси Шелли, Альфред Теннисон. Английский язык сыграл огромную роль в жизни Пессоа, на английском написана часть его поэтического наследия. Пессоа также переводил англоязычных поэтов.

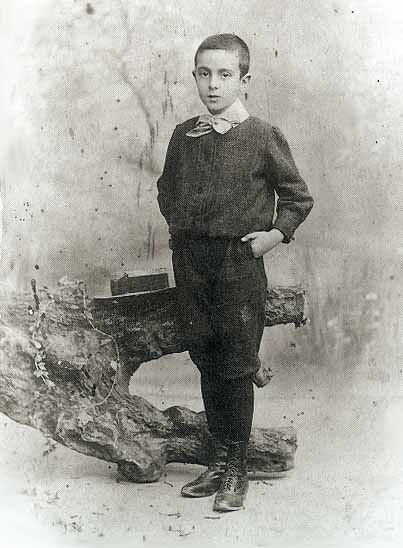
Пессоа в десятилетнем возрасте в Дурбане, 1898 г.

В младшей школе Пессоа учится очень хорошо и проходит пятилетний курс за три года, в 1899 году поступает в среднюю школу в Дурбане, где проучится три года. Пессоа был одним из лучших учеников в группе. В эти годы избирает псевдоним Алешандр Сёрч (Alexander Search), от имени которого пишет письма самому себе. В 1901 году Пессоа пишет свои первые стихотворения на английском языке и совершает путешествие с семьёй в Португалию, где живут его родственники. В это время пытается написать роман на английском языке. По возвращении в Африку поступает в Школу Коммерции. Учёба проходит по вечерам, а днём Пессоа посвящает себя гуманитарным дисциплинам. В 1903 году получает почётную премию королевы Виктории за лучшее эссе. Пессоа много читает классиков английской и латинской литературы, пишет стихи и прозу на английском. Появляются его гетеронимы Чарльз Роберт Анон и Г. М. Ф. Лечер.
В 1905 году юный Пессоа возвращается в Португалию и поступает на филологический факультет Лиссабонского университета. В то время Пессоа жил в тесной квартирке с бабушкой и тёткой в Лиссабоне. Не завершив обучение на первом курсе, Пессоа покидает университет, занимается самообразованием и изучает произведения величайших португальских писателей, наслаждаясь особенно сочинениями Сезариу Верде и проповедями падре Антониу Виейры. В 1907 году умирает его бабушка, оставив ему небольшое наследство. На эти деньги Пессоа открывает маленькую типографию, которой суждено вскоре прогореть.
В 1908 году Пессоа устраивается переводчиком деловой корреспонденции, которая велась преимущественно на английском языке. Этими переводами поэт будет заниматься всю жизнь. При наличии желания Пессоа мог бы хорошо зарабатывать переводами корреспонденции. Однако амбициозный начинающий поэт и писатель устроился в несколько фирм со свободным графиком работы, чтобы больше времени уделять занятиям литературой.

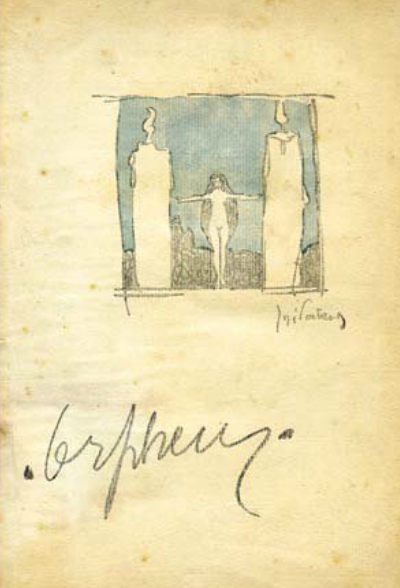
Обложка «Орфей» — Ежеквартальный литературный журнал № 1, январь – февраль – март 1915 г.

В 1912 году Пессоа начинает писать эссе и выступает как литературный критик в журнале A Águia со статьёй «Новая португальская поэзия», за которой последуют другие его статьи. Позже вместе со своим другом Мариу де Са-Карнейру Фернандо Пессоа участвует в издании журнала «Орфей», издателем которого был назначен Антониу Ферру.
В течение двух лет (1914–1916) Пессоа выступал как теоретик постсимволистского искусства и стал зачинателем трёх новых направлений португальского модернизма: паулизм, сенсационизм и интерсекционизм, идеи которых воплощались группой авторов журнала «Орфей» (1915).
Писатель скончался 30 ноября 1935 года в возрасте 47 лет в Лиссабоне. Последнее, что поэт написал перед смертью, — фраза на английском языке: «I know not what tomorrow will bring…» («Я не знаю, что принесёт завтрашний день…»).
В 1985 году в ознаменование пятидесятилетия со дня смерти останки Пессоа были перезахоронены в известном монастыре иеронимитов Жеронимуш в Лиссабоне. На надгробном обелиске поэта выбиты строфы стихотворений его трёх главных гетеронимов: Алберту Каэйру, Алвару де Кампуша и Рикарду Рейша.

Если кто-нибудь после смерти моей пожелает

Написать мою биографию — это будет весьма несложно.

Имеются две основные даты — рожденья моего и смерти.

Между этими датами — все дела мои и все дни мои остальные.

08.11.1915 

 
Оригинальный текст (порт.)Se depois de eu morrer, quiserem escrever a minha biografia,

Não há nada mais simples

Tem só duas datas — a da minha nascença e a da minha morte.

Entre uma e outra todos os dias são meus.

 
— Фернандо Пессоа (Алберту Каэйру гетероним). «Отдельные стихотворения», 
 первая публикация в журнале «Athena» № 5, Лиссабон, февраль 1925 г. 
 Перевод Ю. Левитанского.

## Творчество

### Ортоним
| Поэт измышляет миражи — Обманщик, правдивый до слёз, Настолько, что вымыслит даже И боль, если больно до слёз. Перевод А. Гелескула | Поэт — актёр поневоле. Обычай его таков: Он лепит из давней боли Поддельную — для стихов. Перевод И. Фещенко-Скворцовой |
Оригинальный текст (порт.)
O poeta é um fingidor. 

Finge tão completamente 

Que chega a fingir que é dor 

A dor que deveras sente. 
— Фернандо Пессоа. «Автопсихография», 27 ноября 1930 г. 
 Первая публикация в журнале «Presença» № 36, Коимбра, ноябрь 1932 г.

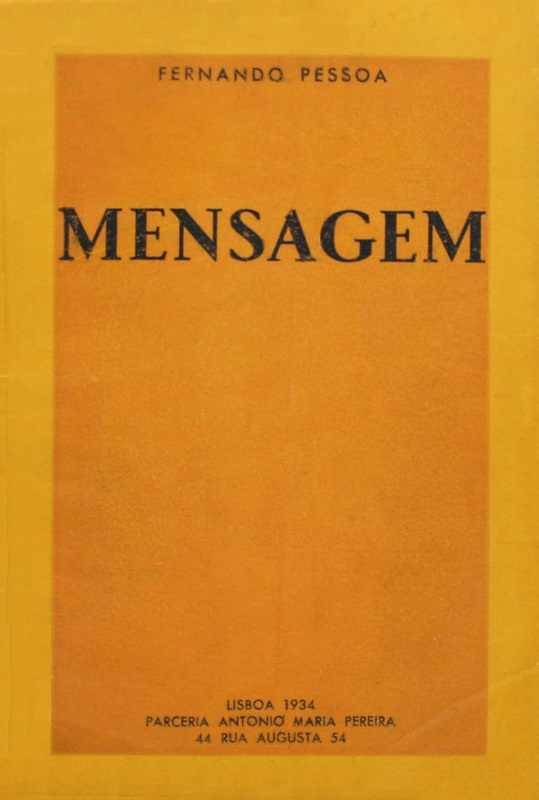
«Послание» (Mensagem), 1934 г. Единственная книга Пессоа на португальском языке, изданная при его жизни.

Кроме разрозненных изданий стихотворений и эссе при жизни поэта на португальском языке был напечатан лишь один поэтический сборник «Послание» (Mensagem, 1934). На английском языке были изданы поэма «Антиной» (Antinous, 1918) — сочинение 1915 года, «35 сонетов» (35 sonnets, 1918). В 1921 году были опубликованы два сборника поэзии на английском языке «Английские стихи I—II» (Inscriptions), написанные в 1920 году и «Английские стихи III» (Epithalamium), сочинённые в 1913 году. Поэзия на французском языке была издана посмертно, как и первое полное собрание сочинений поэта, которое публиковалось в 1942—1946 годах.

### Гетеронимы
Значительным литературным вкладом Фернандо Пессоа в мировую литературу стало творчество его гетеронимов, создававших свои собственные произведения. Советский литературовед З. И. Плавскин писал, что Пессоа не был первым, кто использовал гетеронимию.
В отличие от литературных псевдонимов созданные Пессоа гетеронимы были отдельными литературными индивидуальностями со своими характерными чертами, даже во внешности, со своей биографией, с собственной философией, стилем письма — всё это было вымышленным, но приобретало черты реальности, благодаря транслируемым ими идеям, собственному литературному творчеству, отличному от творчества самого Пессоа. Различные исследователи творчества Пессоа стремились подсчитать точное число его гетеронимов, полу-гетеронимов и псевдонимов. В 1966 году Тереза Рита Лопеш впервые насчитала 18 гетеронимов. Немного позже Антониу Пина Коэлью расширил список гетеронимов Пессоа до 21 имени. В 1990 году Тереза Рита Лопеш представила более детальный список гетеронимов, достигающий 72 имён. Эта «гонка гетеронимов» недавно была продолжена Жеро́нимо Пизарро и Патрисио Феррари, которые использовали более широкий критерий и представили в 2013 году список из 136 вымышленных авторов (гетеронимов, полу-гетеронимов и псевдонимов), созданных Фернандо Пессоа. В контексте собственной гетеронимии Пессоа перестаёт быть ортонимом (то есть действительно существующим автором), но, вследствие такой «драмы в лицах», превращается в одного из собственных гетеронимов.

С детства я стремился творить вокруг себя вымышленный мир, окружая себя друзьями и знакомыми, никогда не существовавшими (на самом деле, я не знаю, действительно ли они не существовали, или же — это я не существую; в этом, как и во всём, мы не должны быть догматиками). С тех пор, как я осознаю себя тем, что называю собой, помню, что мысленно всегда нуждался в фигуре, движениях, характере и истории; разнообразные воображаемые фигуры были для меня такими очевидными и моими, как вещи из того, что мы называем, может быть неправильно, реальной жизнью. Подобная склонность, какая характерна для меня с тех пор, как я осознаю себя как личность, сопровождала меня всегда, лишь немного изменяя музыку, которой меня околдовывала, но не изменяя существенно самого способа колдовства.
Оригинальный текст (порт.)
Desde criança tive a tendência para criar em meu torno um mundo fictício, de me cercar de amigos e conhecidos que nunca existiram. (Não sei, bem entendido, se realmente não existiram, ou se sou eu que não existo. Nestas coisas, como em todas, não devemos ser dogmáticos). Desde que me conheço como sendo aquilo a que chamo eu, me lembro de precisar mentalmente, em figura, movimentos, carácter e história, várias figuras irreais que eram para mim tão visíveis e minhas  como as coisas daquilo a que chamamos, porventura abusivamente, a vida real. Esta tendência, que me vem desde que me lembro de ser um eu, tem-me acompanhado sempre, mudando um pouco o tipo de música com que me encanta, mas não alterando nunca a sua maneira de encantar.
 
— Фернандо Пессоа, письмо к Адолфу Каза́йш Монтейру от 13 января 1935 г.   
 Перевод И. Фещенко-Скворцовой.

Фернандо Пессоа

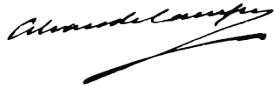
Алвару де Кампуш

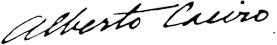
Алберту Каэйру

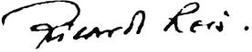
Рикарду Рейш

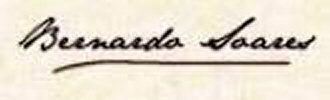
Бернарду Соареш

Важнейшим источником сведений о происхождении гетеронимии великого португальского поэта и писателя является его письмо Адолфу Каза́йш Монтейру от 13 января 1935 года, впервые опубликованное в журнале Presença («Презенса» (Присутствие), № 49, Коимбра, июнь 1937).
По словам самого Фернандо Пессоа, его три главных гетеронима (а также наиболее продуктивных) — это Алберту Каэйру (Alberto Caeiro), Рикарду Рейш (Ricardo Reis) и А́лвару де Кампуш (Álvaro de Campos). Среди них главную роль играл Алберту Каэйру — буколический поэт, ставший учителем других гетеронимов. Кроме того Каэйру оказывал воздействие на гетеронима под именем «Фернандо Пессоа», которого следует отличать от Пессоа-ортонима, чьим наставником он (Каэйру) также являлся. В то время как поэзия Каэйру, согласно Плавскину, «представляет собой попытку реконструкции сознания человека античного типа», а эстетика Рейша основывается на искусстве неоклассицизма, то динамическую поэтику Кампуша «обычно связывают с футуризмом в духе Маринетти». Четвёртый, очень важный гетероним Пессоа — Бернарду Соареш, «помощник бухгалтера в городе Лиссабоне», составитель «Книги неуспокоенности». С другой стороны. Бернарду Соареш — особый случай, рассматриваемый, скорее, как полу-гетероним Фернандо Пессоа, так как очень близок по сути к самому автору. Пессоа так и написал в письме Адолфу Казайш Монтейру: «мой полугетероним» (порт. semi-heterónimo). Именно по этим соображениям Пессоа не испытывал потребности в чётком определении этой индивидуальности, в противоположность другим трём гетеронимам, для которых измышлял даже даты рождения и смерти, кроме Рикарду Рейша и А́лвару де Кампуша, что пережили своего автора.
Другими важными гетеронимами Пессоа были Александр Сёрч — английский поэт, философ Антониу Мора, Барон де Тиеве — португальский дворянин, автор текстов под названием «Воспитание Стоика». Если А́лвару де Кампуш заместил Александра Сёрча в качестве alter ego самого Фернандо Пессоа, то Барон де Тиеве более других приближается к Бернарду Соарешу — они оба являются полу-гетеронимами Пессоа, так как их индивидуальность во многом совпадает с личностью самого Пессоа.
Благодаря явлению гетеронимии, Пессоа смог глубоко и разностороннее рассматривать жизнь во всех её связях между реальным существованием и идентификацией её по отношению к уникальному и мистическому характеру его существования и многогранного и глубочайшего литературного творчества, в одно и то же время поэтического, философского и социологического.

Как я пишу от имени этих троих?… От имени Каэйро — в порыве чистого и неожиданного вдохновения, не зная заранее, даже не предполагая, что буду писать. От имени Рикарду Рейша — после некого абстрактного размышления, какое внезапно обретает форму конкретной оды. От имени Кампуша — когда чувствую неожиданный импульс писать, но ещё не знаю, о чём. (Мой полу-гетероним Бернарду Соареш, который, впрочем, во многих случаях напоминает А́лвару де Кампуша, появляется всегда, когда я усталый или сонный, так, что несколько прерываются мои способности к рассуждению и торможению; такая проза является постоянным мечтанием. Это полу-гетероним, так как, не обладая моей личностью, не обладает и отличной от моей, но, скорее, ею, но искалеченной. Это я — минус разум и чувствительность. Проза, исключая то, что даёт рассудок, менее значительный, чем мой, такая же, и язык совершенно такой же; тогда как Каэйру плохо пишет по-португальски, Кампуш — разумно, но с некоторыми незначительными ошибками, Рейш — лучше меня, но с пуризмом, какой я считаю преувеличенным. Мне трудно писать прозу Рейша — хотя бы и неизданную — или Кампуша. Притворяться легче в стихах, даже потому что они более стихийны).
Оригинальный текст (порт.)
Como escrevo em nome desses três?… Caeiro por pura e inesperada inspiração, sem saber ou sequer calcular que iria escrever. Ricardo Reis, depois de uma deliberação abstracta, que subitamente se concretiza numa ode. Campos, quando sinto um súbito impulso para escrever e não sei o quê. (O meu semi-heterónimo Bernardo Soares, que aliás em muitas coisas se parece com Álvaro de Campos, aparece sempre que estou cansado ou sonolento, de sorte que tenha um pouco suspensas as qualidades de raciocínio e de inibição; aquela prosa é um constante devaneio. É um semi-heterónimo porque, não sendo a personalidade a minha, é, não diferente da minha, mas uma simples mutilação dela. Sou eu menos o raciocínio e a afectividade. A prosa, salvo o que o raciocínio dá de ténue à minha, é igual a esta, e o português perfeitamente igual; ao passo que Caeiro escrevia mal o português, Campos razoavelmente mas com lapsos como dizer «eu próprio» em vez de «eu mesmo», etc., Reis melhor do que eu, mas com um purismo que considero exagerado. O difícil para mim é escrever a prosa de Reis — ainda inédita — ou de Campos. A simulação é mais fácil, até porque é mais espontânea, em verso).

— Фернандо Пессоа, письмо к Адолфу Каза́йш Монтейру от 13 января 1935 г.   
 Перевод И. Фещенко-Скворцовой.

## Политические взгляды
В 1928 году поэт Фернандо Пессоа написал брошюру «Защита и оправдание военной диктатуры в Португалии» (1928), написанную в духе политического трактата. Основные тезисы брошюры были изложены Виктором Мендесом:
«1. Без военной диктатуры страну не спасти и не возродить;
2. „Дух нынешней Португалии“ (слово „дух“ здесь явно подражает немецкому Stimmung) — результат глубокого разлома между двумя политическими силами страны, республиканцами и монархистами. Поляризация политических сил истребила национальный идеал и не дает нации понять, чем она является на самом деле. Борьба монархистов и республиканцев стала родом гражданской войны, остановить которую можно только сверху, временно введя военную диктатуру;
3. В „моральной ночи“ (noite moral) сосуществования нации с могущественными европейскими державами возможное тайное финансирование многопартийной системы из-за рубежа чревато прямым иностранным вмешательством в политику страны;
4. Переходная эпоха, эпоха выбора государственного курса, требует упразднить конституцию и парламентаризм. Правительство, которому выпала ответственность руководить страной в эти годы, должно прежде всего думать о поддержании порядка. О деревне позаботится полиция, а страну нужно будет отстаивать, взяв оружие в руки и сражаясь плечом к плечу;
5. Необходимость остановить процесс „денационализации“ (desnacionalização) португальской политики, власти и культуры требует применять силу в делах государственного строительства. Во благо всего общества рычаги власти нельзя ослаблять: только так можно спасти традицию от разрушения. И лишь одна сила обладает в стране требуемыми качествами власти и подчинения — это армия. Следовательно, военная диктатура оправданна.
Фернандо Пессоа заканчивает свои аргументы тем, что его легитимизация военной диктатуры весьма отличается по своим приемам, логике и цели от „всех прочих известных политических сочинений“. Это финальное притязание на оригинальность апологии диктатуры само целиком отражает риторику особого пути Португалии и позволяет читателю предположить, что политическое решение проблем — это прямое возвращение славы предыдущих эпох, имперского величия страны, уже в 1578 году заявившей о своем всемирно-историческом значении. Диктатура покончит с влиянием чуждых культур, уже более трех веков разлагающих национальный организм и обусловивших смену в недавнем прошлом трех несовместимых друг с другом политических режимов. Только тогда страна подтвердит своё своеобразие и уникальность, вновь покажет себя миру и в европейских университетах никто больше не посмеет сказать, что португальцы — „рабы чужих идей“, подхваченных у европейских мыслителей и плохо при этом понятых».

## Признание

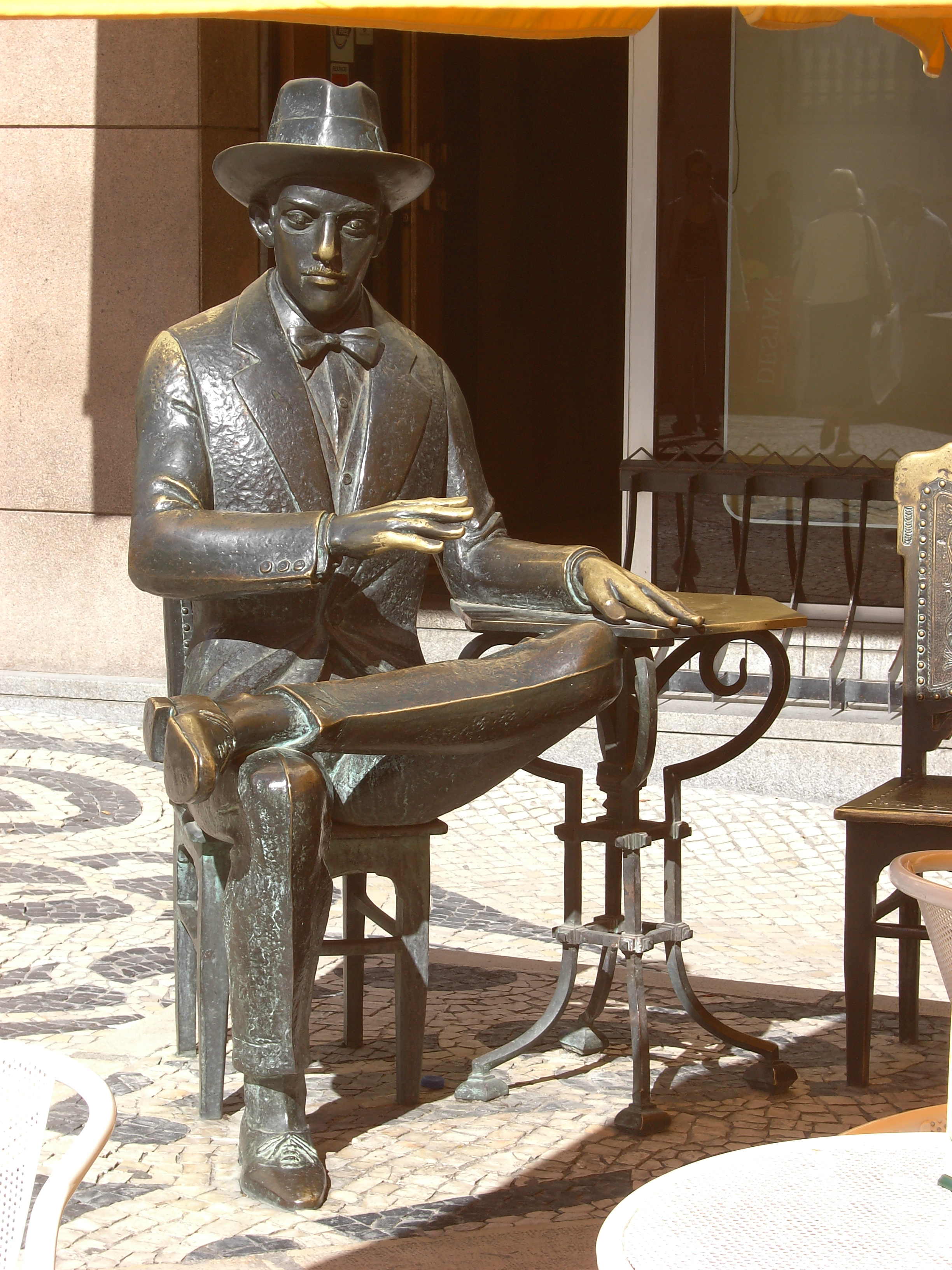
Скульптура Пессоа перед известным лиссабонским кафе «Бразилейра» в Лиссабоне.

При жизни имя Фернандо Пессоа было известно лишь в узком кругу португальских интеллектуалов. Его творчество не встретило понимания среди современников. Пессоа также как и Камоэнс ушёл из жизни в безвестности. Культурным символом Португалии и признанным мастером современного португальского языка поэт стал через много лет после своей смерти. Первое полное издание «Книга непокоя» вышло в 1982 году.
Пессоа считается одним из крупнейших португальских поэтов, его вклад в португальскую культуру сравним со вкладом великого Камоэнса. Харольд Блум ставит его в один ряд с Пабло Нерудой, одним из наиболее значительных испаноязычных поэтов XX века.
Жизнь Пессоа была всецело посвящена литературе. Он является создателем огромного числа гетеронимов, альтер эго поэта. Загадочный образ поэта дал почву для многочисленных литературоведческих исследований его жизни и творчества. Из трудов последних десятилетий, посвящённых его личности и наследию, выделяются книги Жоржи де Сены, Эдуарду Лоренсу, Луиша Филипе Тейшейры. Некоторые критики задаются вопросом, действительно ли через гетеронимов Пессоа проявляется его истинное «я», или они не больше чем плод воображения поэта.
На основе биографии и произведений поэта написаны романы «Год смерти Рикардо Рейса» Жозе Сарамаго и «Три последних дня Фернандо Пессоа» Антонио Табукки. В 1996 году в Порту основан Университет Фернандо Пессоа.

## Автобиографические записи
Автобиография Фернандо Пессоа, составленная им за 8 месяцев до смерти.

Полное имя: Фернандо Антониу Нугейра Пессоа.
Возраст и национальность: Родился в Лиссабоне, в приходе Мучеников, в доме № 4 на площади Святого Карлуша (в настоящее время — площадь Директории) 13 июня 1888 года.
Происхождение: законный сын Жоакина де Сеабра Пессоа и донны Марии Магдалены Ринейру Нугейра. По отцовской линии — внук генерала Жоакина Антониу де Араужу Пессоа, участника мигелистских войн, и донны Дионисии Сеабра; по материнской линии — внук советника Луиша Антониу Нугейры, юрисконсульта, главы Министерства Королевства и донны Магдалены Шавиер Пинейру. Линии родства: смешанные из фидалгу и евреев.
Семейное положение: холост.
Профессия: наиболее подходящее название — «переводчик», наиболее точное — «ответственный за переписку с иностранными клиентами в коммерческих учреждениях». Быть поэтом и писателем — не профессия, но призвание.
Место жительства: улица Коэлью да Роша, 16, второй этаж справа, Лиссабон (почтовый адрес — п/я 147, Лиссабон).
Должность: Если под этим понимаются государственные должности или важные обязанности — никакие.
Опубликованные сочинения: в основном произведения выходили не регулярно в различных журналах и случайных публикациях. К наиболее значимым книгам или брошюрам относятся: «35 сонетов» (на английском языке), 1918; «Английские поэмы I—II» и «Английские поэмы III» (также на английском языке), 1922; и книга «Послание», 1934, премированная Секретариатом Национальной Пропаганды в категории «Поэма». Брошюру (памфлет) «Междуцарствие», опубликованную в 1928 году в защиту военной диктатуры в Португалии, следует считать несуществующей. Возможно, что при более внимательном пересмотре всего этого от многого отказался бы.
Образование: Вследствие того, что отец скончался в 1893 году и мать повторно вышла замуж в 1895 году за коменданта Жуана Мигэла Розу, консула Португалии в Дурбане, провинции Натал, образование получил там же. Был удостоен премии королевы Виктории за очерк на английском языке при вступительном экзамене в университет Мыса Доброй Надежды в 1903 году в возрасте 15 лет.
Политические взгляды: считаю монархическую систему наиболее подходящей для такой органически имперской нации, являющейся сутью Португалии. В то же время считаю монархию в Португалии совершенно нежизнеспособной. Поэтому на референдуме о выборе политического режима голосовал бы, хотя и с сожалением, за республику. Консерватор английского толка, выступающий за свободу в рамках консерватизма, считающий себя абсолютным анти-реакционером.
Религиозные убеждения: Христианин—гностик и, поэтому, противник всех официальных церквей, особенно римской католической церкви. Исходя из далее изложенных мотивов предан тайному вероучению христианства, тесно связанному с еврейской тайной традицией каббалы и оккультной сущностью масонства.
Посвящение: Посвящён при прямой передаче от Учителя Ученику в три низшие степени (якобы упразднённого) Ордена тамплиеров Португалии.
Патриотическая позиция: Последователь мистического национализма, лишённого любого влияния Римско-католической церкви, пытающийся создать, если это будет возможно, новый себастианизм, который станет её духовной заменой, при условии наличия духовности в португальском католицизме когда-либо. Националист, который руководствуется принципом: «Всё для Человечества, ничего против Нации».
Общественная позиция: Анти-коммунист и анти-социалист. Остальное сводится к вышеизложенному.
Вывод из этих последних соображений: Всегда помнить о мученике Жаке де Моле — Великом Магистре Ордена тамплиеров, всегда и во всём противоборствовать трём его убийцам — Невежеству, Фанатизму и Тирании.
Лиссабон, 30 марта 1935 г.
Оригинальный текст (порт.)
Nome completo: Fernando António Nogueira Pessoa.
Idade e naturalidade: Nasceu em Lisboa, freguesia dos Mártires, no prédio n.º 4 do Largo de S. Carlos (hoje do Directório) em 13 de Junho de 1888.
Filiação: Filho legítimo de Joaquim de Seabra Pessoa e de D. Maria Madalena Pinheiro Nogueira. Neto paterno do general Joaquim António de Araújo Pessoa, combatente das campanhas liberais, e de D. Dionísia Seabra; neto materno do conselheiro Luís António Nogueira, jurisconsulto e que foi Director-Geral do Ministério do Reino, e de D. Madalena Xavier Pinheiro. Ascendência geral: misto de fidalgos e judeus.
Estado: Solteiro.
Profissão: A designação mais própria será «tradutor», a mais exacta a de «correspondente estrangeiro em casas comerciais». O ser poeta e escritor não constitui profissão, mas vocação.
Morada: Rua Coelho da Rocha, 16, 1.º Dt.º, Lisboa. (Endereço postal — Caixa Postal 147, Lisboa).
Funções sociais que tem desempenhado: Se por isso se entende cargos públicos, ou funções de destaque, nenhumas.
Obras que tem publicado: A obra está essencialmente dispersa, por enquanto, por várias revistas e publicações ocasionais. O que, de livros ou folhetos, considera como válido, é o seguinte: «35 Sonnets» (em inglês), 1918; «English Poems I-II» e «English Poems III» (em inglês também), 1922, e o livro «Mensagem», 1934, premiado pelo Secretariado de Propaganda Nacional, na categoria «Poema». O folheto «O Interregno», publicado em 1928, e constituído por uma defesa da Ditadura Militar em Portugal, deve ser considerado como não existente. Há que rever tudo isso e talvez que repudiar muito.
Educação: Em virtude de, falecido seu pai em 1893, sua mãe ter casado, em 1895, em segundas núpcias, com o Comandante João Miguel Rosa, Cônsul de Portugal em Durban, Natal, foi ali educado. Ganhou o prémio Rainha Vitória de estilo inglês na Universidade do Cabo da Boa Esperança em 1903, no exame de admissão, aos 15 anos.
Ideologia Política: Considera que o sistema monárquico seria o mais próprio para uma nação organicamente imperial como é Portugal. Considera, ao mesmo tempo, a Monarquia completamente inviável em Portugal. Por isso, a haver um plebiscito entre regimes, votaria, embora com pena, pela República. Conservador do estilo inglês, isto é, liberdade dentro do conservantismo, e absolutamente anti-reaccionário.
Posição religiosa: Cristão gnóstico e portanto inteiramente oposto a todas as Igrejas organizadas, e sobretudo à Igreja de Roma. Fiel, por motivos que mais adiante estão implícitos, à Tradição Secreta do Cristianismo, que tem íntimas relações com a Tradição Secreta em Israel (a Santa Kabbalah) e com a essência oculta da Maçonaria.
Posição iniciática: Iniciado, por comunicação directa de Mestre a Discípulo, nos três graus menores da (aparentemente extinta) Ordem Templária de Portugal.
Posição patriótica: Partidário de um nacionalismo místico, de onde seja abolida toda a infiltração católico-romana, criando-se, se possível for, um sebastianismo novo, que a substitua espiritualmente, se é que no catolicismo português houve alguma vez espiritualidade. Nacionalista que se guia por este lema: «Tudo pela Humanidade; nada contra a Nação».
Posição social: Anticomunista e anti-socialista. O mais deduz-se do que vai dito acima.
Resumo de estas últimas considerações: Ter sempre na memória o mártir Jacques de Molay, Grão-Mestre dos Templários, e combater, sempre e em toda a parte, os seus três assassinos — a Ignorância, o Fanatismo e a Tirania.
Lisboa, 30 de Março de 1935.

— Фернандо Пессоа, биографическая примечание от 30 марш 1935 года. 
 Перевод И. Фещенко-Скворцовой.

## Хронология
Ниже с незначительными уточнениями (указаны в квадратных скобках) представлены наиболее важные даты жизни Фернандо Пессоа, выбранные из установленной Ричардом Зенитом хронологии и откорректированной им специально для сайта «Дом-музей Фернандо Пессоа».
1887 — 19 сентября в Порту в 16:05 «родился» Рикарду Рейш.

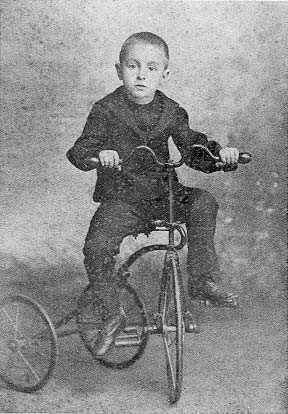
Фернандо в Лиссабоне в возрасте 6 лет, 1894 г.

1888 — 13 июня в Лиссабоне в среду в 15:20 появился на свет Фернандо Анто́ниу Ногейра Пессоа. Предположительно в тот же день в Лиссабоне «родился» Александр Сёрч.
1889 — 16 апреля в Лиссабоне в 13:45 «родился» Алберту Каэйру.
1890 — 15 октября в Тавире в 13:30 «родился» А́лвару де Кампуш. Однако, согласно некоторым определённым Пессоа для этого гетеронима гороскопам датой его рождения было 13 октября.
1895 — 25 июля Пессоа сочинил своё первое стихотворение «Моей любимой мамочке» (À minha querida mamã).
1899 — 7 апреля Пессоа поступает в высшую школу в Дурбане (Durban High School).
1900 — 14 июня в Лиссабоне родилась будущая единственная возлюбленная Пессоа Офелия Кейрош (Ofélia Queiroz).
1901 — 12 мая на английском языке написано наиболее раннее известное стихотворение «Отделённый от тебя» (Separated from thee).
1902 — 15 мая на острове Терсейра Пессоа пишет стихотворение «Когда она проходит» (Quando Ela Passa) для одного из трёх номеров собственной шуточной газеты «Слово» (A Palavra), в качестве «редактора» которой был обозначен двоюродный брат Фернандо — Ма́риу.
18 июля в лиссабонской газете «У Импарсиал» (O Imparcial — Беспристрастный) выходит первая публикация сочинения Пессоа — стихотворение на португальском языке «Когда боль сокрушит меня» (Quando a dor me amargurar), датированное 31.03.1902.
В сентябре поступает в коммерческую школу (Commercial School) в Дурбане.

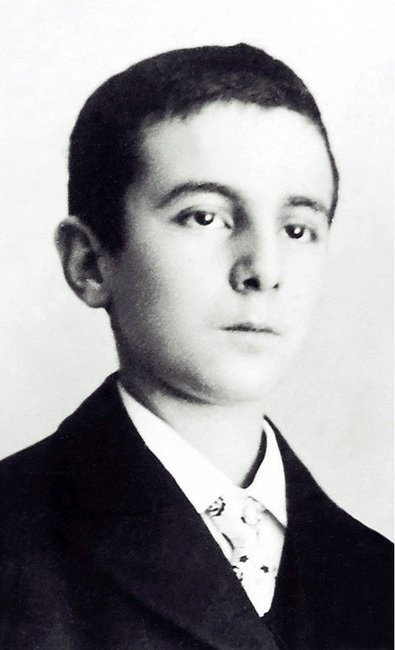
Пессоа в возрасте 13 лет, 1901 г.

1903 — в ноябре сочинение Пессоа на английском языке удостоено премии королевы Виктории среди 899 кандидатов на вступительных экзаменах в Кейптаунский университет.
1904 — в феврале снова зачисляется в высшую школу в Дурбане (Durban High School).
9 июля в южно-африканской газете «Натал Меркьюри» (The Natal Mercury) публикуется сатирическое стихотворение за подписью «Ч. Р. Анон» (C. R. Anon — Charles Robert Anon). Под этим именем создаётся проза и поэзия, то есть разноплановое творчество первого гетеронима Пессоа.
1905 — переезжает навсегда в Португалию. Со 2 октября начинает учёбу на высших литературных курсах в Лиссабоне (будущий филологический факультет университета).
1906 — появление гетеронима Александра Сёрча (Alexander Search). Пессоа ретроспективно атрибуирует ему авторство стихотворений, написанных C. R. Anon с 1904 по 1906 год. В сентябре восстанавливается на 1-м курсе, так как из-за болезни не смог сдать летние экзамены. Повышенный интерес к философии.
1907 — возникновение различных альтер эго, сочиняющих на разных языках: Фауштину Антунеш (Faustino Antunes) и Панталеон (Pantaleão) — на португальском, Чарльз Джеймс Сёрч (Charles James Search) и монах Морис (o Friar Maurice) — на английском, Жан Сёль (Jean Seul) — на французском. Летом Пессоа бросает учёбу в университете. 6 сентября после смерти бабушки становится её единственным наследником. Устраивается стажёром в коммерческую фирму.
1908 — в конце осени за подписью гетеронима-юмориста Гауде́нсиу На́буша (Gaudêncio Nabos) публикуется шарада в виде эпистолярной поэмы. 14 декабря сочинён первый датируемый фрагмент стихотворной драмы «Фауст», вдохновлённой Гёте.

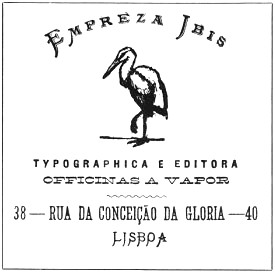
Визитка типографии и издательства «Ибис».

1909 — появляются новые вымышленные личности: Жуакин Моура Кошта (Joaquim Moura Costa), Висенте Гедеш (Vicente Guedes), Карлуш Отто (Carlos Otto). Осенью основывает типографию и издательство «Ибис». В то же время возобновляется публикация эпистолярной поэмы гетеронима-юмориста Гауде́нсиу На́буша.
1910 — закрытие издательства «Ибис», которое кроме бланков, визитных карточек и конвертов не выпустило ни одной книги. 5 октября в Португалии провозглашается Республика.
1911 — сотрудничает с несколькими коммерческими фирмами. Для серии «Международная библиотека выдающихся произведений» Пессоа начинает делать переводы с английского и испанского языков на португальский. Серия была опубликована в 24 томах в 1912 году.

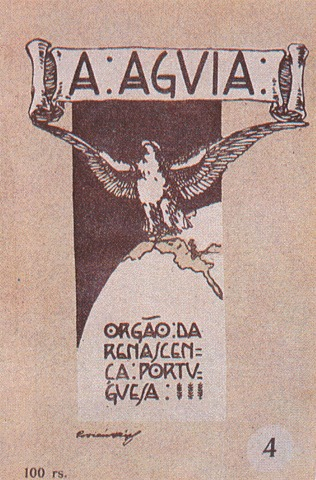
Журнал «А́гия» (A Águia — Орёл) № 4. Порту, апрель 1912 г.

1912 — в Порту в журнале «А́гия» (A Águia — Орёл) выходит первая критическая статья Пессоа «Новая португальская поэзия с точки зрения социологии» (A Nova Poesia Portuguesa Sociologicamente Considerada) [в которой провозглашается грядущее появление сверх-Камоэнса]. В том же журнале в 1912 и 1913 годах публикуются другие его статьи.
В апреле лучший друг Пессоа Ма́риу де Са-Карнейру уезжает в Париж. С того времени началась частая (порой, чуть ли не ежедневная) переписка двух корреспондентов.
1913 — в марте на английском языке сочиняются первые отрывки из поэмы «Эпиталама» (Epithalamium), датированной 1913 годом. С 1 марта начинается сотрудничество с журналом «Театр», а позже и с одноимённой газетой, где публикуются критические статьи об искусстве. В августе в журнале «А́гия» печатается первый отрывок «В лесу рассеянности» (Na Floresta do Alheamento) с ремаркой «из „Книги неуспокоенности“, в процессе создания» за подписью самого Пессоа-ортонима (Do «Livro do Desassossego», em preparação. Fernando Pessôa).

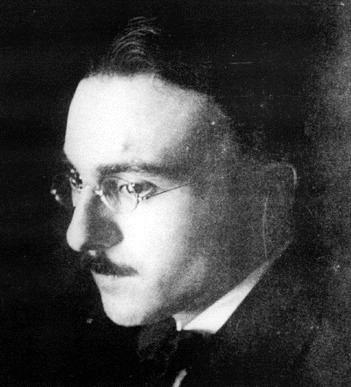
Фернандо Пессоа в 1914 г. Фотограф: Виторину Брага.

1914 — в феврале в журнале «Ренашсенса» (A Renascença — Возрождение) печатаются первые стихотворения зрелого поэта-ортонима «О колокол моей деревни» (Ó sino da minha aldeia) и поэтический цикл «Болота» (Pauis — всего 12 стихотворений) под общим заглавием «Впечатления сумерек» (Impressões do Crepúsculo) [Появление течения паулизм (от порт. paul — болото, мн. ч. pauis)].
4 марта датируется первое стихотворение Алберту Каэйру [в письме Адолфу Казайш Монтейру Пессоа указал дату 8 марта].
В июне возникает А́лвару де Кампуш, который пишет «Триумфальную оду» (Ode Triunfal — первая публикация в журнале «Орфей 1»).
12 июня датируются первые оды Рикарду Рейша.

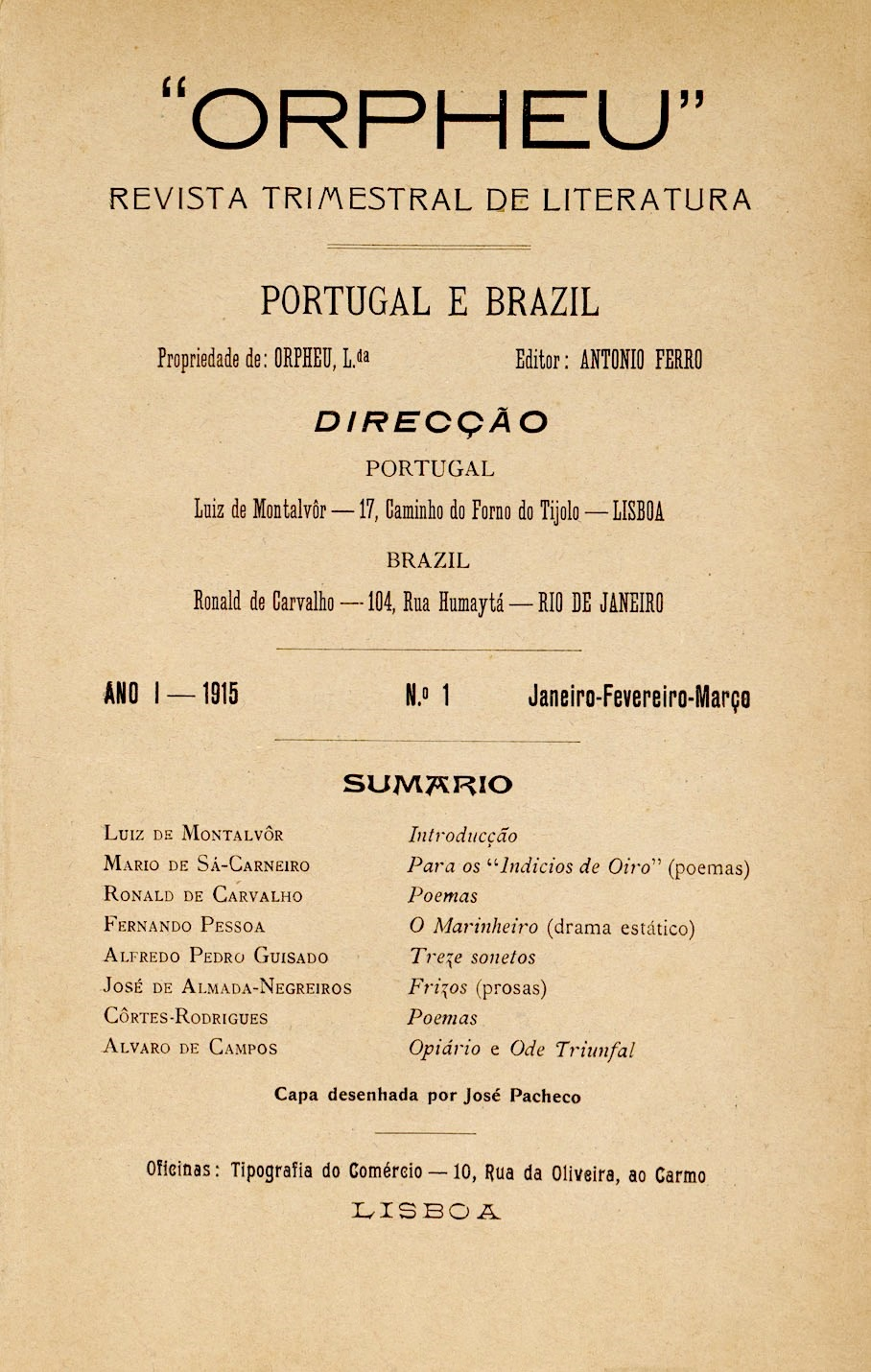
Титульный лист журнала «Орфей» № 1, 1915 г.

1915 — первое конкретное упоминание гетеронима Анто́ниу Мора (António Mora), который, возможно, уже существовал в 1914 году. Мора считается «продолжателем философии» Алберту Каэйру. «Смерть» Алберту Каэйру. 24 марта выходит первый номер журнала «Орфей», включающий «статическую драму» Пессоа «Моряк» (O Marinheiro) и два опуса А́лвару де Кампуша — «Курильщик опиума» (Opiário), «Триумфальная ода» [данные произведения относятся к сенсационизму — течению, основанному Ма́риу де Са-Карнейру и Пессоа]. В апреле Пессоа публикует десять текстов под рубрикой «Хроника текущей жизни…» (Crónica da vida que passa…) в газете «У Журнал» (O Jornal). 6 мая Пессоа начинает писать поэму «Антиной» (Antinous), датируемую 1915 годом. 13 мая публикуется политический памфлет «Предвзятость порядка» (O Preconceito da Ordem), направленный против диктатуры Пимента де Каштру (Pimenta de Castro). 14 мая в результате революции в Лиссабоне свергается правительство Пимента де Каштру. В конце июня выходит второй номер «Орфея» с циклом ортонима «Косой дождь» (Chuva Oblíqua — 6 поэтических произведений), положившим начало течению интерсекционизма. Согласно З. И. Плавскину, интерсекционизм характеризуется отходом от символизма, интеллектуализацией, стремлением «изобразить мир на пересечении различных пространственно-временных пластов, фантазии и реальности». В том же номере была напечатана «Морская ода» (Ode Marítima) А́лвару де Кампуша. В сентябре Пессоа передаёт для публикации первый из шести переводов теософских трудов Ледбитера и Блаватской на португальский язык, которые будут печататься с 1915 по 1916 годы. В декабре появляется новый литературный гетероним — астролог «с длинной бородой» Рафаэл Балдайя (Rafael Baldaia).
1916 — в марте у Пессоа возникает феномен автоматического письма и способности медиума. 9 марта Германия объявляет войну Португалии. 26 апреля в Париже Ма́риу де Са-Карнейру кончает жизнь самоубийством. В сентябре Пессоа решает убрать сиркунфлекс в написании фамилии: «Pessôa» > «Pessoa».

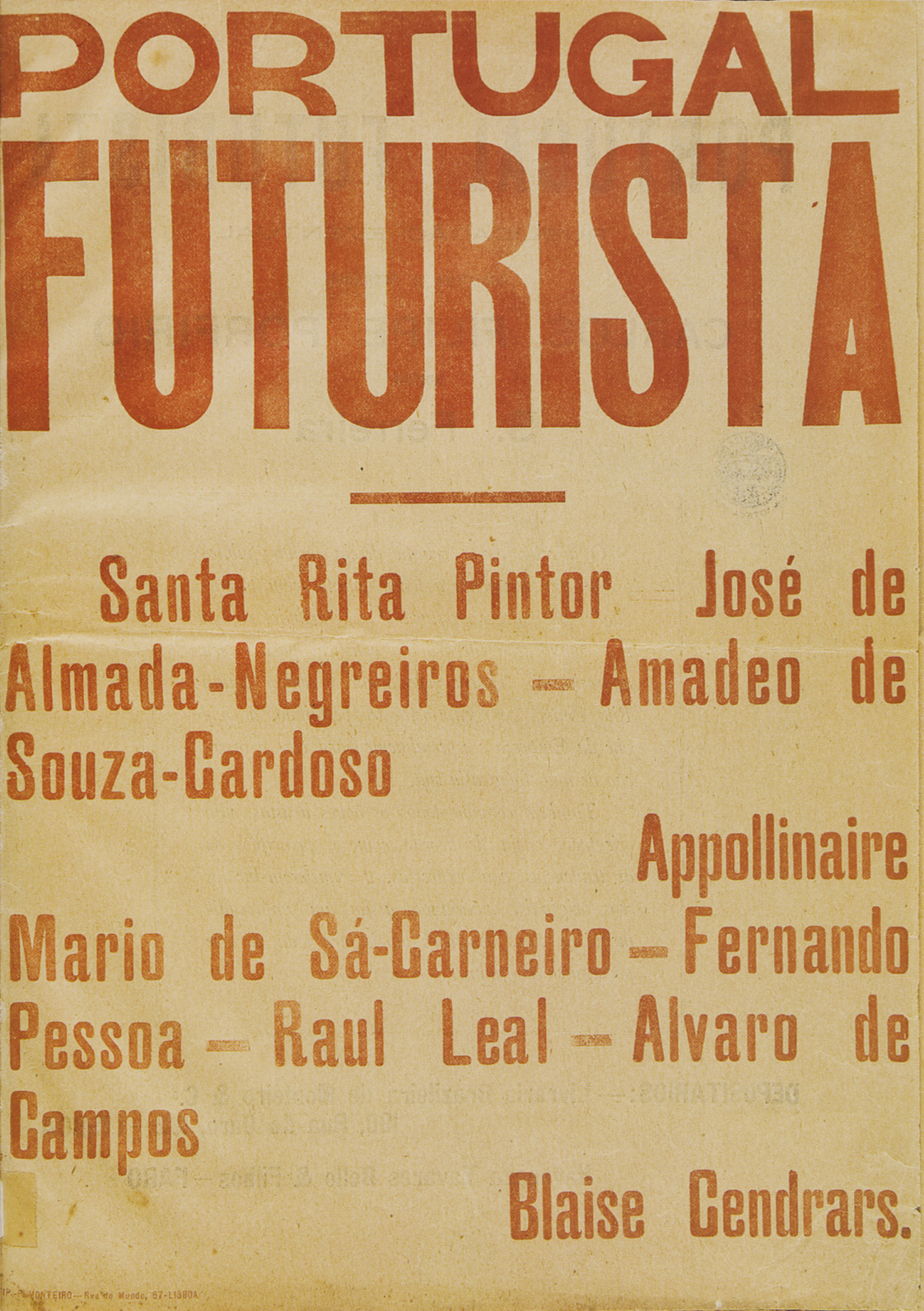
Обложка журнала «Футуристическая Португалия», 1917 г. Это уникальное издание опубликовало «Ультиматум» А́лвару де Кампуша.

1917 — в июле не удаётся выпустить почти готовый третий номер журнала «Орфей», который так и не появился в печати при жизни Пессоа. 6 июля датировано письмо английского издательства Constable & Company Ltd. с отказом в публикации сборника стихотворений «Безумный скрипач» (The Mad Fiddler). В ноябре полиция накладывает арест на тираж единственного выпущенного номера журнала «Футуристическая Португалия» (Portugal Futurista), к которому был напечатан «Ультиматум» А́лвару де Кампуша, в котором провозглашается создание сверхчеловека. 5 декабря Сидо́ниу Па́иш возглавляет правительственный переворот, после чего в стране устанавливается диктатура.
1918 — в июле Пессоа на собственные средства печатает поэму «Антиной» и «35 сонетов» на английском языке. Некоторые британские газеты опубликовали на них положительные рецензии.
14 декабря убийство Сидо́ниу Па́иша.
1919 — 19 января в Порту и Лиссабоне провозглашается победа монархии. 13 февраля монархию свергают республиканцы. Монархист Рикарду Рейш вынужден искать убежища в Бразилии [Пессоа публикует политические и социологические статьи]. 1 мая Пессоа начинает сотрудничать с газетой сидонистов «Действие» (Acção), созданной Группой Национального Действия (Núcleo de Acção Nacional). В ноябре Пессоа знакомится с Офелией Кейрош.
1920 — 30 января в престижной английской газете «The Athenæum» публикуется вошедшее в сборник «Безумный скрипач» стихотворение «Тем временем» (Meantime). 27 февраля в газете «Действие» печатается элегия «Памяти президента Сидо́ниу Па́иша» (À Memória do Presidente-Rei Sinódio Pais).
29 ноября Пессоа в письме Офелии Кейрош сообщает о разрыве отношений.

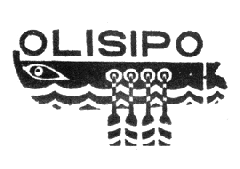
Логотип издательства «Улисипу».

1921 — Пессоа основывает издательство «Улисипу» (Olisipo — римское название Лиссабона).
19 октября в Лиссабоне происходит восстание. За время так называемой «кровавой ночи» убиты некоторые республиканцы. В декабре в издательстве «Улисипу» Пессоа публикует на английском языке «Английские стихи I—II» (English Poems I-II), которые включают отредактированные варианты поэмы «Антиной» и «Посвящения» (Inscriptions), «Английские стихи III» (English Poems III — Epithalamium) и опус Алмады Негрейруша «Изобретение светлого дня» (Almada Negreiros. A Invenção do Dia Claro).
1922 — в мае в первом номере журнала «Контемпора́неа» (Contemporânea — Современность) Пессоа издаёт написанный в январе рассказ «Банкир-анархист» (O Banqueiro Anarquista).
В июле «Контемпора́неа» печатает критическую статью Пессоа «Анто́ниу Боту и эстетический идеал Португалии» (António Botto e o Ideal Estético em Portugal) о сборнике стихов «Песни» (Canções) португальского поэта Анто́ниу Бо́ту.
В октябре «Контемпора́неа» публикует поэтический цикл Пессоа «Португальское море» (Mar Português), 11 из 12 стихотворений которого позже войдут в мистический сборник «Послание». В том же номере журнала появляется статья А́лвару Майя (Álvaro Maia) «Содомская литература: сеньор Фернандо Пессоа и эстетический идеал в Португалии» (Literatura de Sodoma: O sr. Fernando Pessoa e o ideal estético em Portugal).
1923 — в январе в журнале «Контемпора́неа» публикуются три стихотворения Пессоа на французском языке. В феврале «Контемпора́неа» печатает декадентское стихотворение на португальском языке А́лвару де Кампуша «Вновь посещенный Лиссабон (1923)» (Lisbon Revisited (1923)). В издательстве «Улисипу» выходит исследование о мистической педерастии «Обожествлённый Содом» (Sodoma Divinizada) Рауля Леала (Raul Leal, 1886—1964). Правительство организовывает Лигу действия лиссабонских студентов (Liga de Acção dos Estudantes de Lisboa) для борьбы с «содомитской литературой». В марте губернатор Лиссабона накладывает арест на некоторые «аморальные» книги, в их числе сборник «Песни» Анто́ниу Боту и «Обожествлённый Содом». На манифест студентов из Лиги действия против «изменения общепринятых умонастроений, морали и восприимчивости» Пессоа отвечает «Заявлением по поводу морали» (Aviso por Causa da Moral). 6 марта А́лвару де Кампуш подписывает и распространяет листовки с манифестом Пессоа. В апреле Раул Леал публикует обличающий католическую церковь памфлет, и обменивается со студентами оскорбительными манифестами. Пессоа встаёт на защиту Рауля Леала.

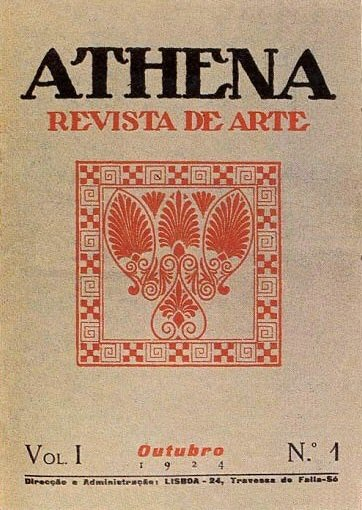
Арт журнал «Афина» № 1, октябрь 1924 г.

1924 — в октябре Пессоа берёт на себя литературную редакцию нового журнала «Атена» (Athena — Афина) и издаёт в первом его номере 20 од Рикарду Рейша.
В декабре выходит второй (ноябрьский) номер журнала с публикациями «Последних стихов Ма́риу де Са-Карнейру» и работой А́лвару де Кампуша «Что есть метафизика» (O que é a Metafísica), в которой гетероним полемизирует с ортонимом.
1925 — в начале года выходит третий (декабрьский 1924 года) номер журнала «Атена», в котором Пессоа-ортоним публикует свои 16 стихотворений. В марте в четвёртом (за январь 1925 года) номере «Атена» впервые напечатаны 23 стихотворения Алберту Каэйру из цикла «Хранитель стад» (O Guardador de Rebanhos). В июне в пятом (февральском) номере журнала «Атена» публикуются 16 сочинений Алберту Каэйру из цикла «Отдельные стихи» (Poemas Inconjuntos). С августа по декабрь Пессоа переводит на португальский язык роман «Алая буква» Натаниэля Готорна.
1926 — роман «Алая буква» начинает печататься с 1 января в отдельных приложениях к журналу «Илуштрасан» (Ilustração — Иллюстрация), где по обычаям того времени имя переводчика не указывалось. 25 января выходит первый из шести номеров (все за 1926 год) «Журнала торговли и бухгалтерии», главными сотрудниками которого были Пессоа и его родственник (свояк). 28 мая в Португалии происходит военный мятеж, за которым следует смещение правительства. 17 июня имеет место государственный переворот. В июне в «Контемпора́неа» Пессоа печатает новую версию декадентского стихотворения на португальском языке А́лвару де Кампуша «Вновь посещенный Лиссабон (1926)» (Lisbon Revisited (1926)). 9 июля в результате ещё одного государственного переворота в Португалии до 1928 года устанавливается военная диктатура.
С 30 октября в печати частями начитает выходить детектив Анны Кэтрин Грин «Дело Ливенуорта». Пессоа успел перевести на португальский язык треть романа, дав ему название «Случай на 5-й авеню» (O Caso da 5.ª Avenida), но в декабре 1926 года издательство приостановило его публикацию.
1927 — в феврале в Порту и Лиссабоне власти подавили восстание республиканцев. 4 июня публикацией одного стихотворения ортонима и текста А́лвару де Кампуша «Окружающая среда» (Ambiente) Пессоа начинает сотрудничество с основанным в Коимбре журналом «Презенса» (Presença). 18 июня «Презенса» публикует три оды Рикарду Рейша.

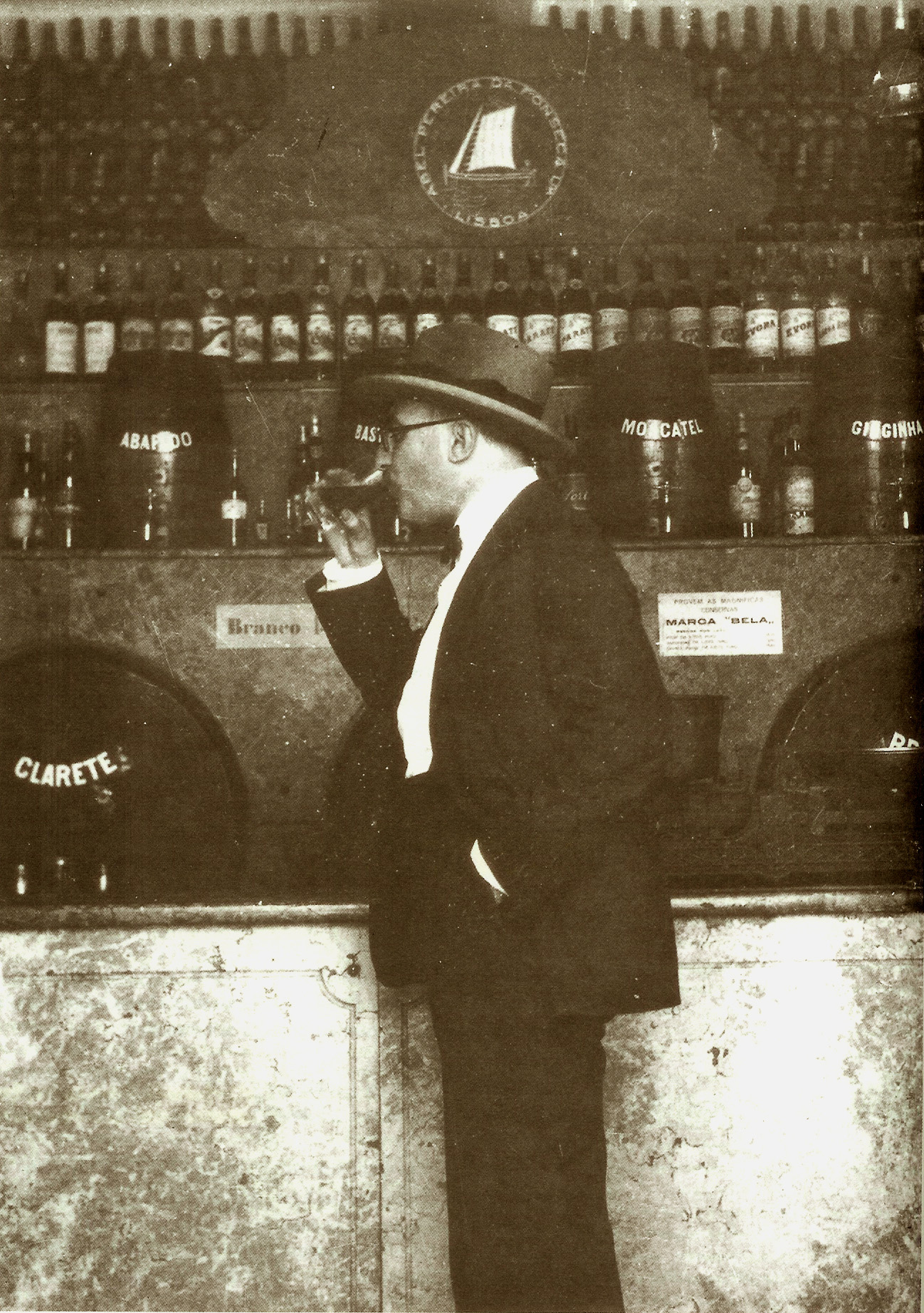
Пессоа с бокалом вина в таверне Лиссабона в 1928 г.

1928 — в марте выходит статья Пессоа «Междуцарствие. Защита и оправдание военной диктатуры в Португалии» (O Interregno: Defesa e Justificação da Ditadura Militar em Portugal). В автобиографии Nota Autobiográfica (Fernando Pessoa) 1935 года автор откажется от этой публикации, утверждая, что «она не существует». В августе в записной книжке появляются первые отрывки за подписью дворянина-самоубийцы барона де Теиве (Barão de Teive), который, возможно, является последним гетеронимом Фернандо Пессоа.
1929 — 22 марта датируется первый текст заключительной и наиболее напряжённой фазы создания «Книги неуспокоенности». В апреле-июле после 16-летнего перерыва публикуется первый из 11 отрывков «Книги неуспокоенности», которые будут печататься с 1929 по 1932 год. В настоящее время все части книги издаются за подписью Пессоа-ортонима, но их авторство приписывается «Бернарду Соарешу, помощнику библиотекаря города Лиссабона».
26 июня пишет своё первое письмо Жуану Гашпару Симоэншу (João Gaspar Simões), одному из редакторов журнала «Презенса», где благодарит его за книгу «Темы» (Temas), в которой вышло первое исследование о творчестве Пессоа. 9 сентября Офелия Кейрош письменно благодарит Пессоа за фотографию, которую он передал ей по её просьбе через своего друга Карлуша Кейроша (Carlos Queiroz), племянника Офелии. 11 сентября Пессоа отвечает на письмо Офелии, возобновляя свои ухаживания. 4 декабря Пессоа пишет письмо издателю Алистера Кроули, где указывает на ошибки при составлении его гороскопа. Кроули немедленно отвечает Пессоа, после чего между ними завязалась интенсивная переписка.
1930 — 11 января Пессоа пишет своё последнее письмо Офелии Кейрош, которая ещё более года будет отправлять ему свою корреспонденцию. Порой они разговаривают по телефону и изредка встречаются. Позже Офелия выйдет замуж, а уйдёт из жизни в 1991 году. 23 июля пишет последние два датированные стихотворения из цикла «Влюблённый пастух» (O Pastor Amoroso) Алберту Каэйру [который «умер» в 1915 году]. 2 сентября в Лиссабон в сопровождении молодой любовницы прибывает Алистер Кроули. 23 сентября, когда после ссоры Кроули уезжает в Берлин, его любовница из ревности и мести устраивает скандальную инсценировку самоубийства в Бока ду Инферну (Boca do Inferno — Пасть Ада в Кашкайше), печально известном месте подобных случаев. Пессоа принимает участие в этом фарсе. 5 октября в прессе публикуется «важное свидетельское показание» Пессоа по делу Кроули.
1931 — в феврале в 30-м номере «Презенсы» печатается восьмое стихотворение цикла «Влюблённый пастух» и пять отрывков из «Заметок памяти моего Наставника Каэйру» (Notas para a Recordação do meu Mestre Caeiro) А́лвару де Кампуша. В июне в «Презенсе» публикуются произведения трёх главных гетеронимов и сочинение ортонима «Подмостки» (O Andaime).
В декабре в номере за июль-октябрь «Презенса» издаёт «Гимн Пану» Алистера Кроули в переводе Пессоа на португальский язык (Hino a Pã).
1932 — 2 июля последний король Португалии Мануэл II умирает в изгнании в Англии, не оставив после себя потомков. 5 июля Салазар назначается премьер-министром Португалии и полностью берёт в свои руки все бразды правления страной.
В ноябре в «Презенса» публикуется («Автопсихография») — одно из наиболее известных стихотворений Пессоа-ортонима, написанное 1 апреля 1931 года.

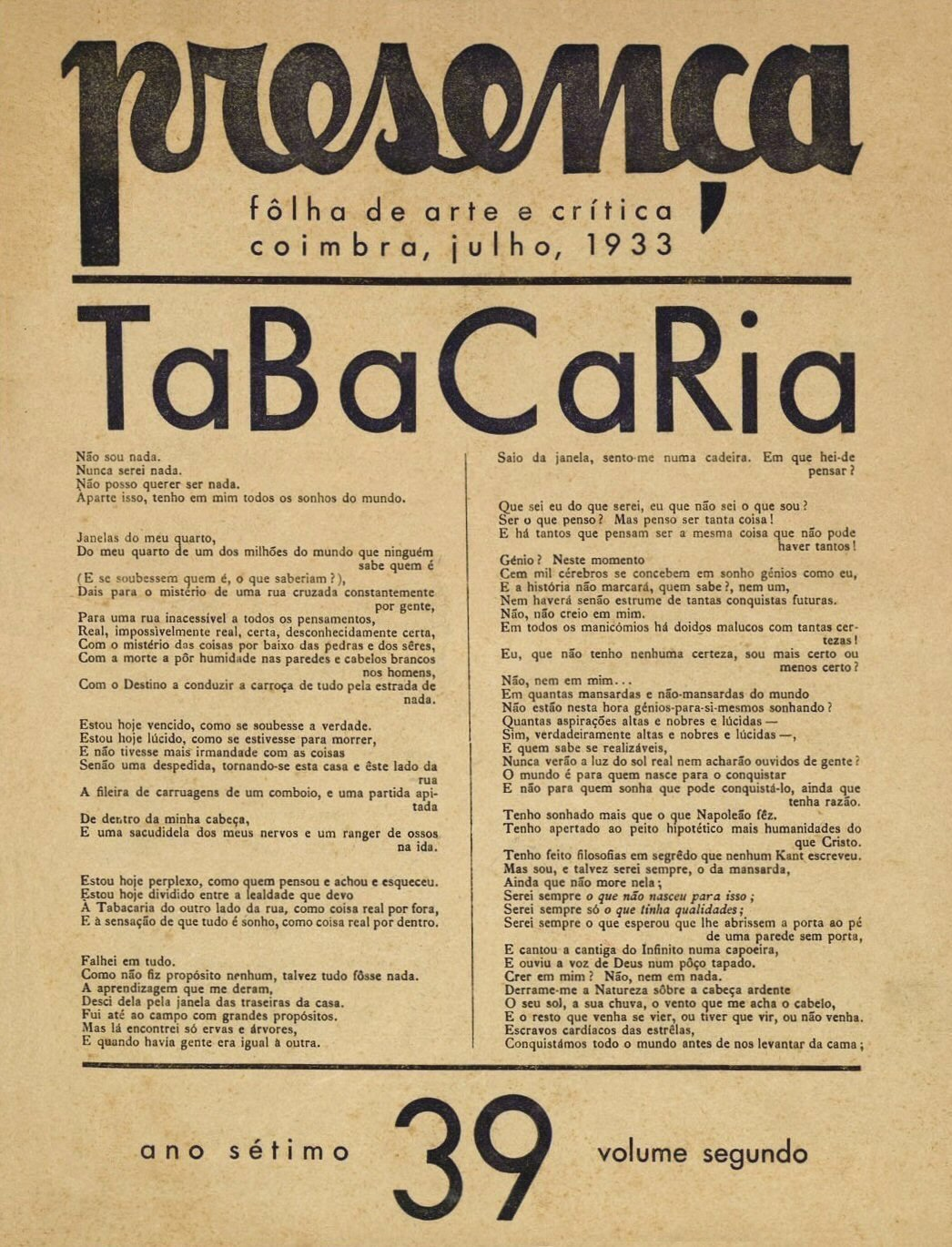
«Табачная лавка» в журнале «Презенса» № 39. Коимбра, июль 1933 г.

1933 — в январе в Марселе в литературном ревю «Ле Кайе дю Сюд» (Les Cahiers du Sud), предваряемые вступительной статьёй и в переводе на французский издаются пять поэтических произведений Пессоа. 19 марта после референдума принимается новая конституция Португалии, в результате чего в стране устанавливается Новое государство. В марте и апреле Пессоа готовит к публикации в издательстве «Презенса» второй поэтический сборник Ма́риу де Са-Карнейру «Знаки золота» (Indícios de Ouro). «Презенса» выпустит этот сборник в 1937 году уже после смерти Пессоа. В апреле «Презенса» печатает стихотворение Пессоа «Ишту» (Isto — Это). В июле в «Презенсе» выходит знаменитая поэма А́лвару де Кампуша «Табачная лавка» (Tabacaria), созданная 15 января 1928 года.
1934 — в мае Пессоа публикует в «Презенса» стихотворение «Эрос и Психея» (Eros e Psique), после чего его сотрудничество с этим издательством прекращается. С 11 июля начинает писать четверостишия, которые формально (но не всегда относительно тематики) можно назвать «народными частушками». До августа 1935 года создаётся более 350 таких четверостиший в народном духе (Quadras ao Gosto Popular). 1 декабря публикуется «Послание» (Mensagem) — единственная книга стихов Пессоа на португальском языке, изданная при жизни автора. Некоторые экземпляры сборника были напечатаны в октябре для конкурса премии Антеру де Кентала. Собрание не превысило требуемого для 1-й категории минимального объёма в 100 страниц, и было удостоено второго места.

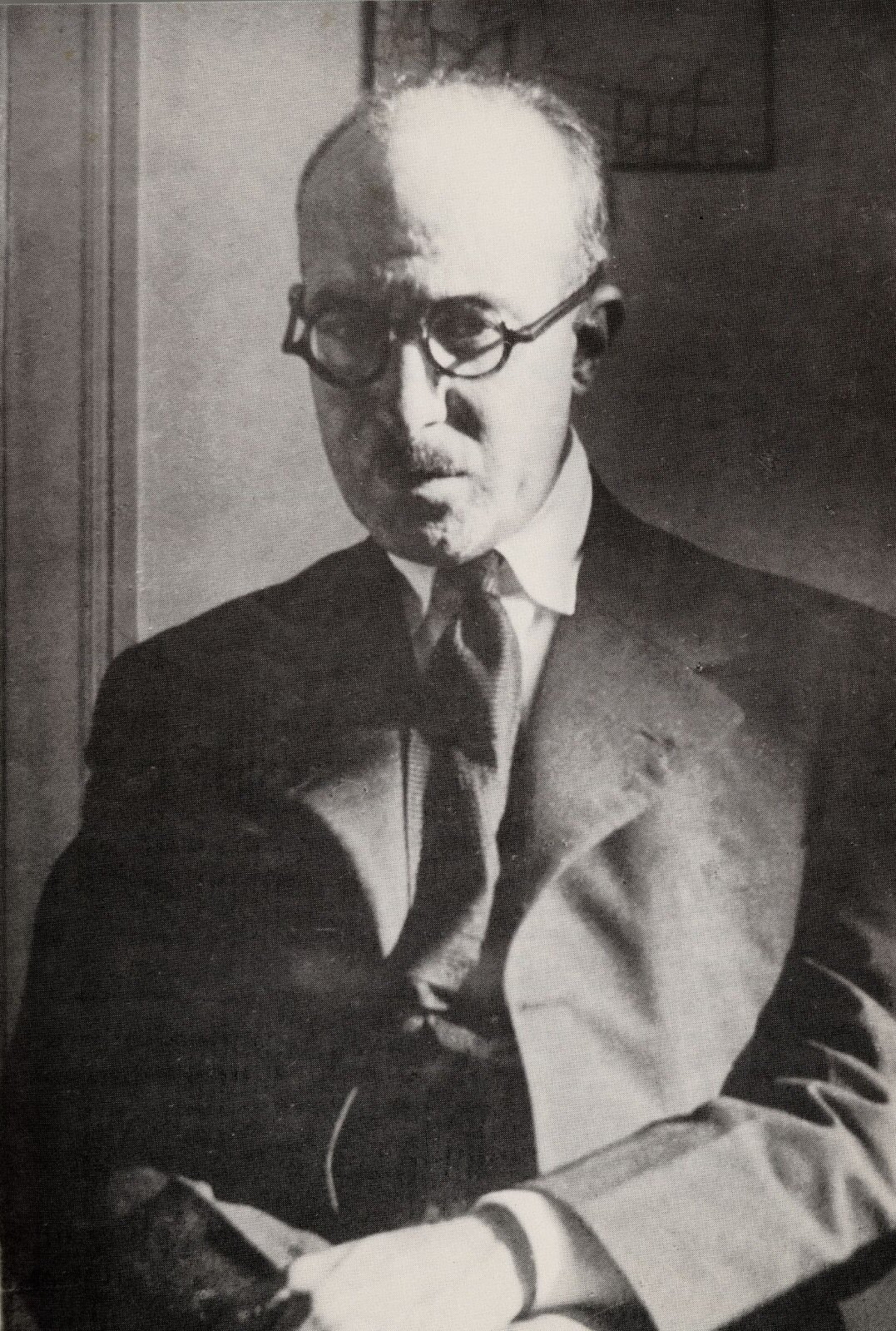
Последняя фотография преждевременно постаревшего Пессоа в возрасте 47 лет.

1935 — 13 января Пессоа пишет своё знаменитое письмо Адолфу Казайш Монтейру (Carta de Fernando Pessoa para Adolfo Casais Monteiro) об отношении к оккультизму и возникновении своих гетеронимов. 4 февраля в «Диа́риу де Лижбоа» (Diário de Lisboa) Пессоа публикует пылкую статью против проекта закона 15 января 1935 года об упразднении секретных обществ и масонского ордена включительно. 21 февраля в своей речи Салазар высказывается об «определённых ограничениях» и «некоторых директивах» относительно «основ морали и патриотизма» Нового государства. 16 марта Пессоа пишет стихотворение «Свобода» (Liberdade) — первое среди некоторых произведений, направленных против политики Салазара. 5 апреля в Национальной Ассамблее единогласно принимается закон против секретных организаций. 21 октября Пессоа пишет «Все любовные письма смешны» (Todas as cartas de amor são / Ridículas) — последнее датированное стихотворение А́лвару де Кампуша. 13 ноября создаётся последнее датированное стихотворение Рикарду Рейша — «Они живут во многих нас» (Vivem em nós inúmeros).
19 ноября Пессоа пишет своё последнее датированное стихотворение на португальском языке «Бывают недуги хуже болезней» (Há doenças piores que as doenças). 22 ноября пишет «Сияет счастливое солнце» (The happy sun is shining) — своё последнее датированное стихотворение на английском языке. 29 ноября помещается в больницу, где пишет последние слова «I know not what tomorrow will bring».
30 ноября около 20:00 Фернандо Пессоа уходит из жизни. 2 декабря — похороны Пессоа на Кладбище душ Празереш (Cemitério dos Prazeres) в Лиссабоне.

## Авторские источники
- Pessoa, Fernando. Na Floresta do Alheamento. — In: Literatura :  [порт.] // A Águia : revista mensal. — 1913. — Vol. 2, no. 20. — P. 38-42.
- Pessoa, Fernando. English Poems by Fernando Pessoa. — Lisbon: Olisipo, 1921. — Vol. 2. — 16-20 с. Архивировано 26 марта 2017 года.
- Pessoa, Fernando. Mensagem. — Lisboa: Parceria António Maria Pereira, 1934. — Vol. 1. — 101 с.
- Pessoa, Fernando. Carta a Adolfo Casais Monteiro - 13 Jan. 1935 (порт.). Escritos Íntimos, Cartas e Páginas Autobiográficas. Mem Martins: Europa-América, 1986, p. 199. Дата обращения: 11 апреля 2015. Архивировано 15 октября 2014 года.
- Pessoa, Fernando. Nota Biográfica (порт.). Escritos Íntimos, Cartas e Páginas Autobiográficas. Mem Martins: Europa-América, 1986, p. 252. Дата обращения: 11 апреля 2015. Архивировано 17 января 2016 года.
- Pessoa, Fernando. — Álvaro de Campos. «Notas para a Recordação do meu Mestre Caeiro» (порт.). Textos de Crítica e de Intervenção. Lisboa: Ática, 1980, p. 267. Дата обращения: 11 апреля 2015. Архивировано 14 апреля 2015 года.
- Pessoa, Fernando. Victor Belém. «O Mistério da Boca do Inferno» (порт.). — O encontro entre o Poeta Fernando Pessoa e o Mago Aleister Crowley. Lisboa: Casa Fernando Pessoa, 1995. Дата обращения: 11 апреля 2015. Архивировано 12 ноября 2016 года.

## Произведения Фернандо Пессоа в русских переводах
- Пессоа, Фернандо. Лирика / сост. Е. Витковского; предисл. Жасинто до Прадо Коэльо. — М.: Художественная литература, 1978. — 222 с. — 10 000 экз.
- Пессоа, Фернандо. Лирика / сост. Е. Витковского; предисл. Е. Ряузовой. — М.: Художественная литература, 1989. — 303 с. — ISBN 5-280-00679-3.
- Пессоа, Фернандо. Фернандо Пессоа и его послание в вечность // Послание = Mensagem / Пер. с порт. О. А. Овчаренко. — М.: Фонд им. И. Д. Сытина, 1997. — 48 с. — 1000 экз.
- Пессоа, Фернандо. Элегия тени = Elegia na Sombra / Перевод с португ. Геннадия Зельдовича. — М.: Водолей, 2015. — 152 с. — (Пространство перевода). — ISBN 978-5-91763-239-1.
- Пессоа, Фернандо. Книга непокоя = Livro do Desassossego / Перевод с португ. И. Фещенко-Скворцовой. — М.: Ад Маргинем, 2016. — 488 с. — ISBN 978-5-91103-263-0.
- Пессоа, Фернандо. Банкир-анархист и другие рассказы = O Banqueiro Anarquista e outros contos / Сост. и вступ. ст. А. Чернова; пер.  португальского В. Коконовой, М. Тютюнникова, А. Хуснутдиновой, А. Чернова. — М.: Центр книги Рудомино, 2016. — 192 с. — ISBN 978-5-00087-081-5.
- Пессоа, Фернандо // А́лвару де Кампуш. Морская ода. Триумфальная ода = Ode Marítima. Ode Triunfal (двуязычное издание) / Перевод: Наталия Азарова, Кирилл Корчагин. — М.: Ад Маргинем, 2016. — 160 с. — ISBN 978-5-91103-304-0.
- Пессоа, Фернандо. Лиссабон: что следует увидеть туристу = Lisbon: What the tourist should see / Перевод: Александра Соколинская, И. Фещенко-Скворцовой. — М.: Ад Маргинем, 2017. — 192 с. — ISBN 978-5-91103-356-9.
- Пессоа, Фернандо. Стихи Фернандо Пессоа (ортонима) из книги «Послание», из цикла «Крестный путь», стихи из «Рубайята», четверостишия в народном вкусе (стр. 126-157) / Алберту Каэйру «Влюблённый пастух» (стр. 159-164) / Алвару де Кампуш «Морская Ода» (стр. 165-200) / Рикарду Рейш Оды из Книги первой (стр. 201-211) // Лузитанская душа: Стихи португальских поэтов XV–XX веков / Сост. и переводчик И. Фещенко-Скворцовой. — М.: Водолей, 2017. — 232 с. — ISBN 978-5-91763-368-8.
- Пессоа, Фернандо. Книга непокоя = Livro do Desassossego / Перевод Александр Дунаев. — М.: Ад Маргинем, 2018. — 456 с. — ISBN 978-5-91103-433-7.
- Пессоа, Фернандо. Рубаяйт (двуязычное издание португальский / русский) = Rubaiyat / Перевод, вступление и примечания И. Фещенко-Скворцовой. — М.: Текст, 2020. — 224 с. — ISBN 978-5-7516-1596-3.
- Пессоа, Фернандо. Оды Рикарду Рейша = Odes de Ricardo Reis / Перевод, вступ. ст. и прим. Ирина Фещенко-Скворцова. — М.: Воймега, 2020. — 264 с. — ISBN 978-5-6043511-4-7.
- Пессоа, Фернандо. Poesia. Первая антология Фернандо Пессоа. Перевод Ирины Фещенко-Скворцовой, Лиссабон, издательство SHANTARIN, первое издание, январь 2022. – 484 с. (билингва)   ISBN 978-989-53422-3-5

### Видео
- Оксана Кислицька читает стихотворение Фернандо Пессоа «Португальское море» в переводе Ирины Фещенко-Скворцовой, Коимбрский университет, Португалия, 18 марта 2015 года. Língua Líquida #21 —  Mar Português (russo)  1:00.
- Беседы Ирины Фещенко-Скворцовой в Иберо-американском культурном центре Архивная копия от 23 октября 2020 на Wayback Machine с презентацией Татьяны Юдовой:
  - «Книга непокоя» и Лиссабон Фернандо Пессоа. 13 октября 2020 г. Архивная копия от 5 мая 2021 на Wayback Machine 1:26:20.
  - Португальский модернизм и гетеронимы Фернандо Пессоа. 23 декабря 2020 г. Архивная копия от 7 мая 2021 на Wayback Machine 1:33:38.
  - Рикарду Рейш: поэзия освобождения «португальского Горация». 22 апреля 2021 г. Архивная копия от 7 мая 2021 на Wayback Machine 1:26:31.